# The Foolish Virgin (film fra 1924)
The Foolish Virgin er en amerikansk stumfilm fra 1924 af George W. Hill.

## Medvirkende
- Elaine Hammerstein som Mary Adams
- Robert Frazer som Jim Owens / Eiphann Owens
- Gladys Brockwell som Nance Owens
- Phyllis Haver som Jane Sanderson
- Lloyd Whitlock som Charles Spencer
- Irene Hunt som Mrs. Dawson
- Howard Truesdale som Dr. Dawson
- Jack Henderson som Sam Allen
- Roscoe Karns som Chuck Brady